# محمد داوود ځاځی
محمد داوود ځاځی (زازَی) (زاده: ۱۳۳۶ ولسوالی ځاځی آریوب، ولایت پکتیا) سیاست‌مدار افغانستانی و نماینده مردم پکتیا در دوره پانزدهم مجلس نمایندگان افغانستان است.

## زندگی‌نامه
محمد داوود ځاځی متولد ۱۳۳۶ از ولسوالی ځاځی آریوب ولایت پکتیا افغانستان است. وی تحصیلات خود را در مقطع بکلوریا/دیپلم به اتمام رسانده‌است.

## دیگر فعالیت‌ها
- کارمند در نساجی بگرامی[۱]